# Thomas Cleveland Holt
Thomas Cleveland Holt (Danville, 30 novembre 1942) è uno storico statunitense, professore emerito "James Westfall Thompson" di storia americana e afroamericana all’Università di Chicago e autore di numerose opere sulla diaspora africana.
Ha insegnato alla Università di Howard, all’Università di Harvard, all’Università di Berkeley in California e all’Università del Michigan. È nato a Danville, Virginia. Nel 2016 è stato eletto membro della American Philosophical Society.

## Premi
Già presidente della American Historical Association, Holt è stato fellow del John Simon Guggenheim Memorial Foundation e del Woodrow Wilson International Center for Scholars dal 1987 al 1988. Holt è diventato fellow della John D. and Catherine T. MacArthur Foundation nel 1990. Il presidente Bill Clinton ha nominato Holt al National Council on Humanities. Nel 2003 è stato eletto fellow dell’American Academy of Arts and Sciences e Citigroup Fellow all’American Academy di Berlino per il semestre autunnale del 2008. Nel 1978 Holt è stato insignito del premio Southern Historical Association's Charles S. Sydnor per il suo primo libro, Black Over White.

## Opere
- Black Over White: Negro Political Leadership in South Carolina During Reconstruction. Urbana, University of Illinois Press, 1979.
- The problem of freedom: race, labor, and politics in Jamaica and Britain, 1832-1938. Baltimora, Johns Hopkins Univ. Press, 1992, vincitore del premio Elsa Goveia insignito dalla Association of Caribbean Historians.
- The problem of race in the twenty-first century. Cambridge, Harvard University Press, 2000.
- Beyond slavery: explorations of race, labor, and citizenship in postemancipation societies. London, University of North Carolina Press, 2000. Co-autore con Cooper Frederick e Rebecca J. Scott
- Children of fire: a history of African Americans. New York, Hill and Wang, 2010.
- The movement: the African American struggle for civil rights. New York, Oxford University Press, 2021.